# Mangfallplatz (métro de Munich)
Mangfallplatz (en allemand : U-Bahnhof Mangfallplatz) est la station, terminus sud, de la ligne U1 du métro de Munich. Elle est située sous la Naupliastraße, au sud-ouest de la Mangfallplatz, dans le quartier de Neu-Harlaching, secteur d'Untergiesing-Harlaching, à Munich en Allemagne.
Mise en service en 1997, elle est desservie, par les rames de la ligne U1 du métro de Munich.

## Situation sur le réseau

Plan du métro (2020).

Établie en souterrain, la station Mangfallplatz, terminus sud, de la ligne U1 du métro de Munich est avant la station St.-Quirin-Platz, en direction du terminus Olympia-Einkaufszentrum,.
Elle dispose d'un quai central encadré par les deux voies de la ligne.

## Histoire
La station Mangfallplatz est mise en service le  9 novembre 1997, lors de l'ouverture à l'exploitation du prolongement de Kolumbusplatz au nouveau terminus sud de Mangfallplatz. La station est due à Paolo Nestler (de) en lien avec l'équipe du métro. La position incliné des murs réduisant la largeur du plafond est due à la volonté de limiter les problèmes de circulation routière, en surface, pendant la durée du chantier. Le gris non poli des murs contraste avec le rouge de la bande de guidage, rouge que l'on retrouve dans les bandes lumineuses du plafond apportant par l'intermédiaire d'écrans en aluminium un éclairage indirect éclairant l'ensemble de la station. Sur l'un des murs, en arrière de la voie, une œuvre d'art avec une dominante bleue est un rappel sur l'origine de l'eau potable à Munich.

## Services aux voyageurs

### Accès et accueil
Établie en souterrain, sous la Naupliastraßee. Au nord, elle dispose de deux bouches, équipées d'un escalier fixe et d'un escalier mécanique, qui donne sur une mezzanine reliée par une rampe au quai. Au sud elle dispose de deux bouches, équipées pour l'une d'un escalier fixe et pour l'autre d'un escalier fixe et d'un escalier mécanique. Par ailleurs, au sud, il y a un accès direct dans un parking P+R et un ascenseur entre la surface et le quai pour l'accessibilité des personnes à la mobilité réduite. Située en zone M, la station dispose d'automates pour l'achat de titres de transport.

Installations
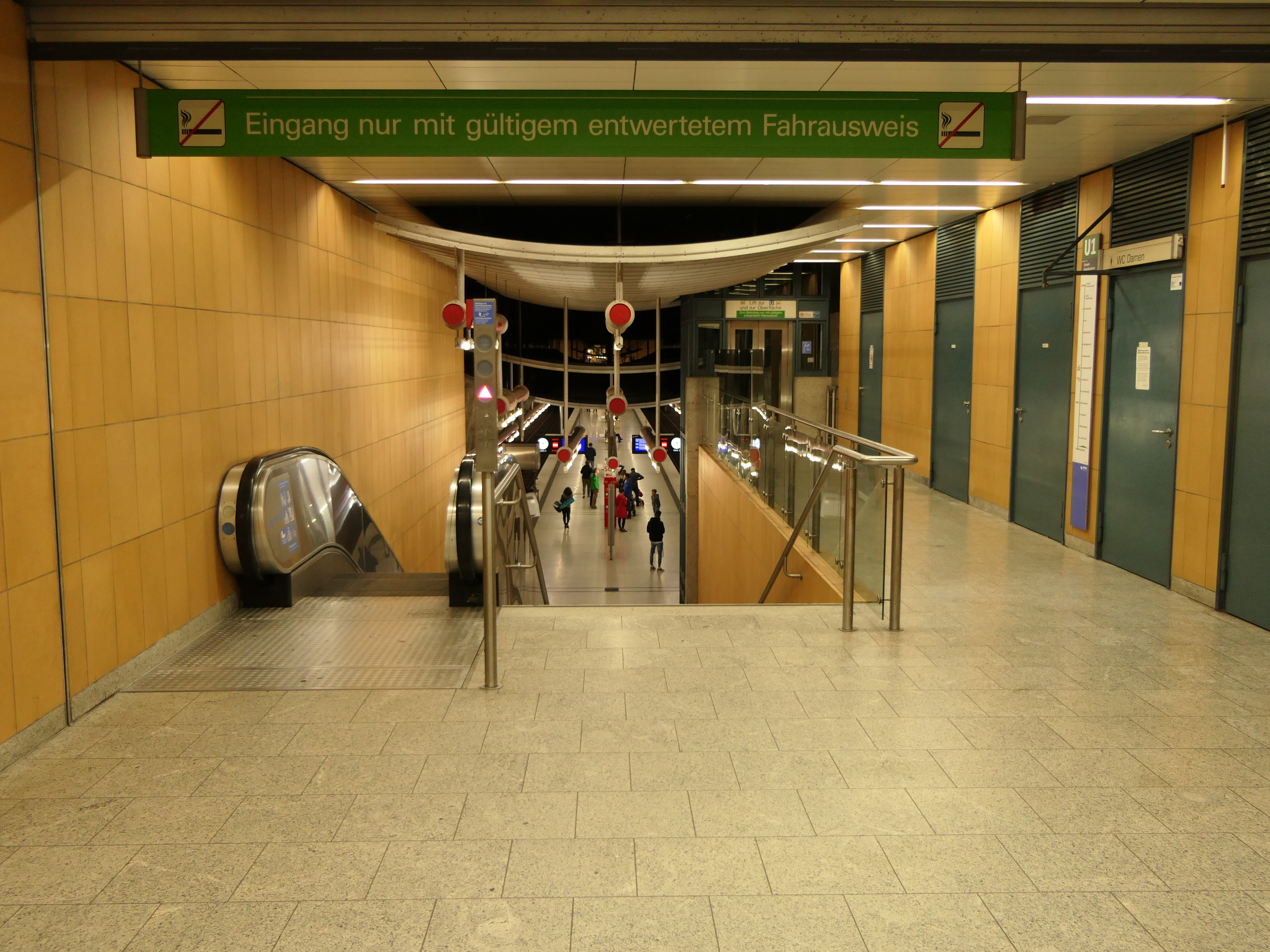
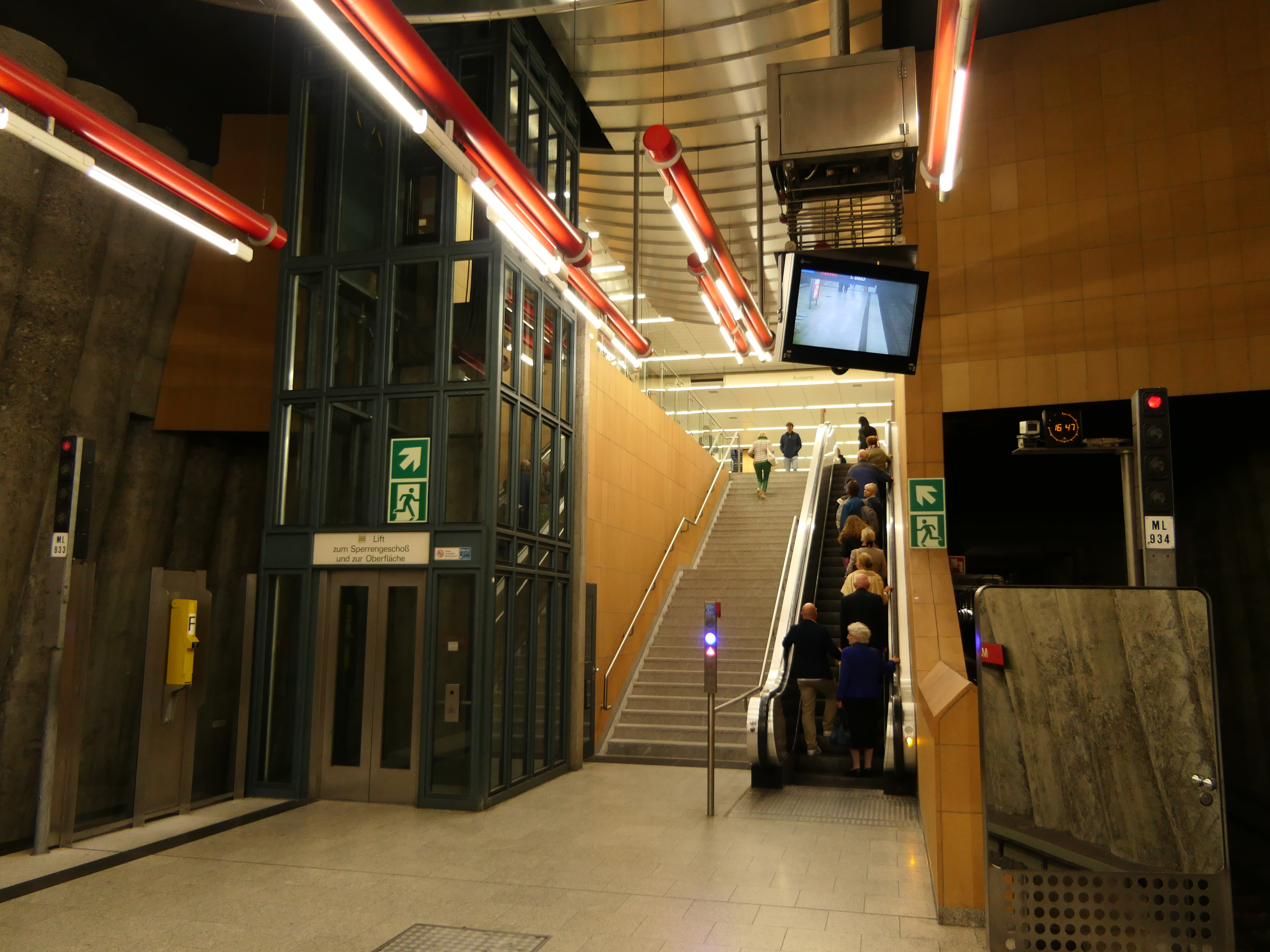
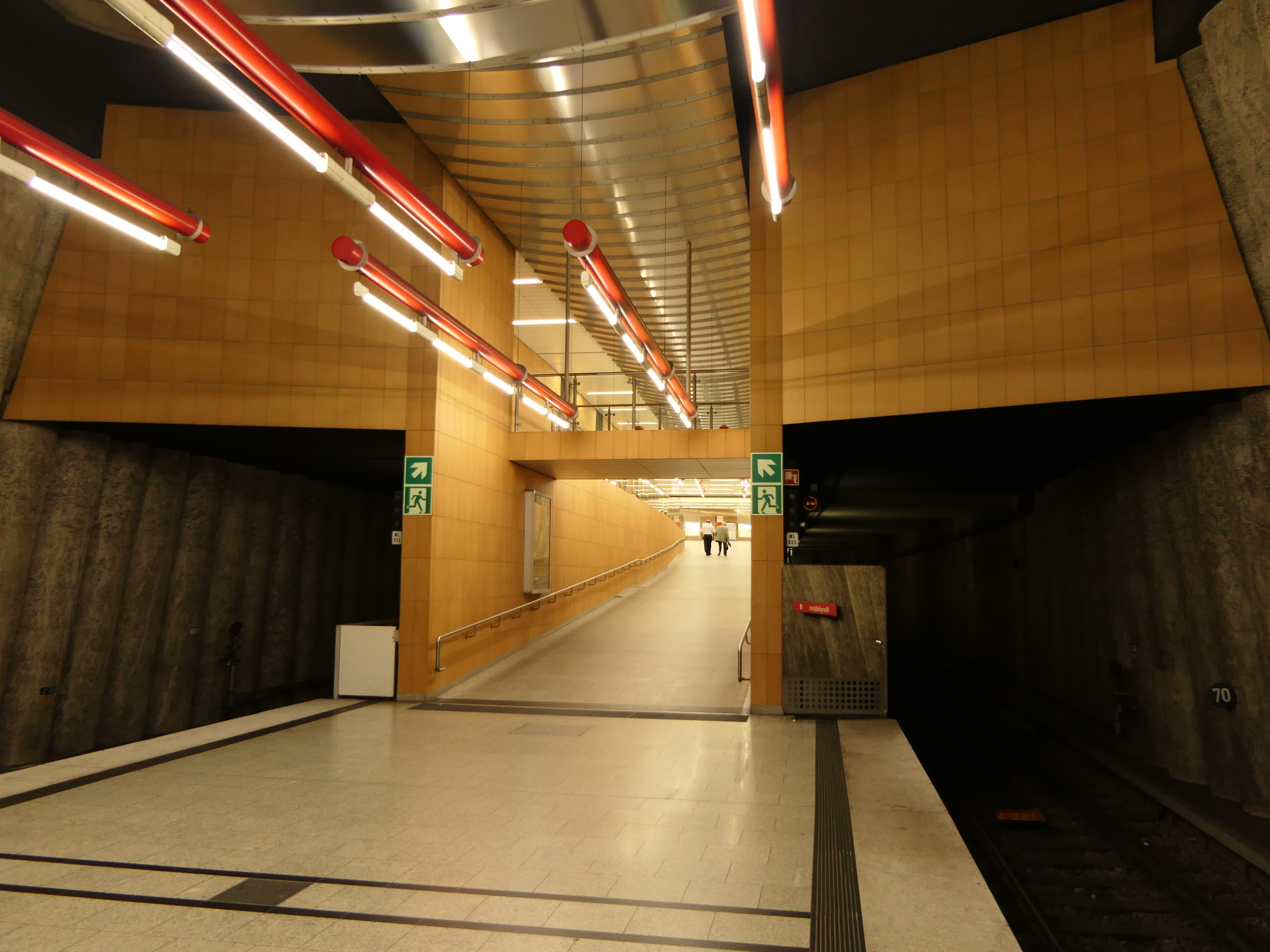

### Desserte
Mangfallplatz est desservie par les rames de la ligne U1 du métro de Munich.

Installations et desserte
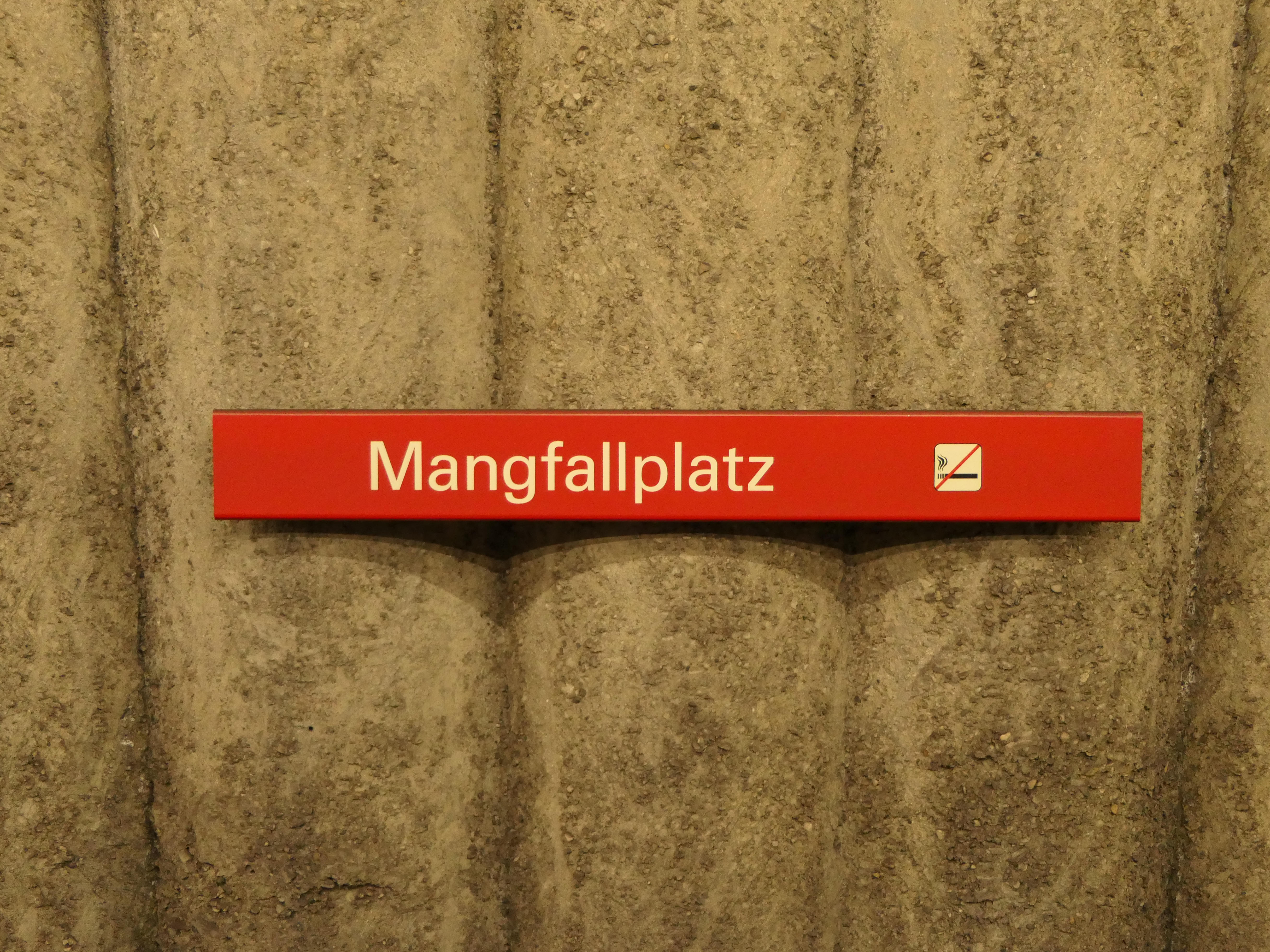
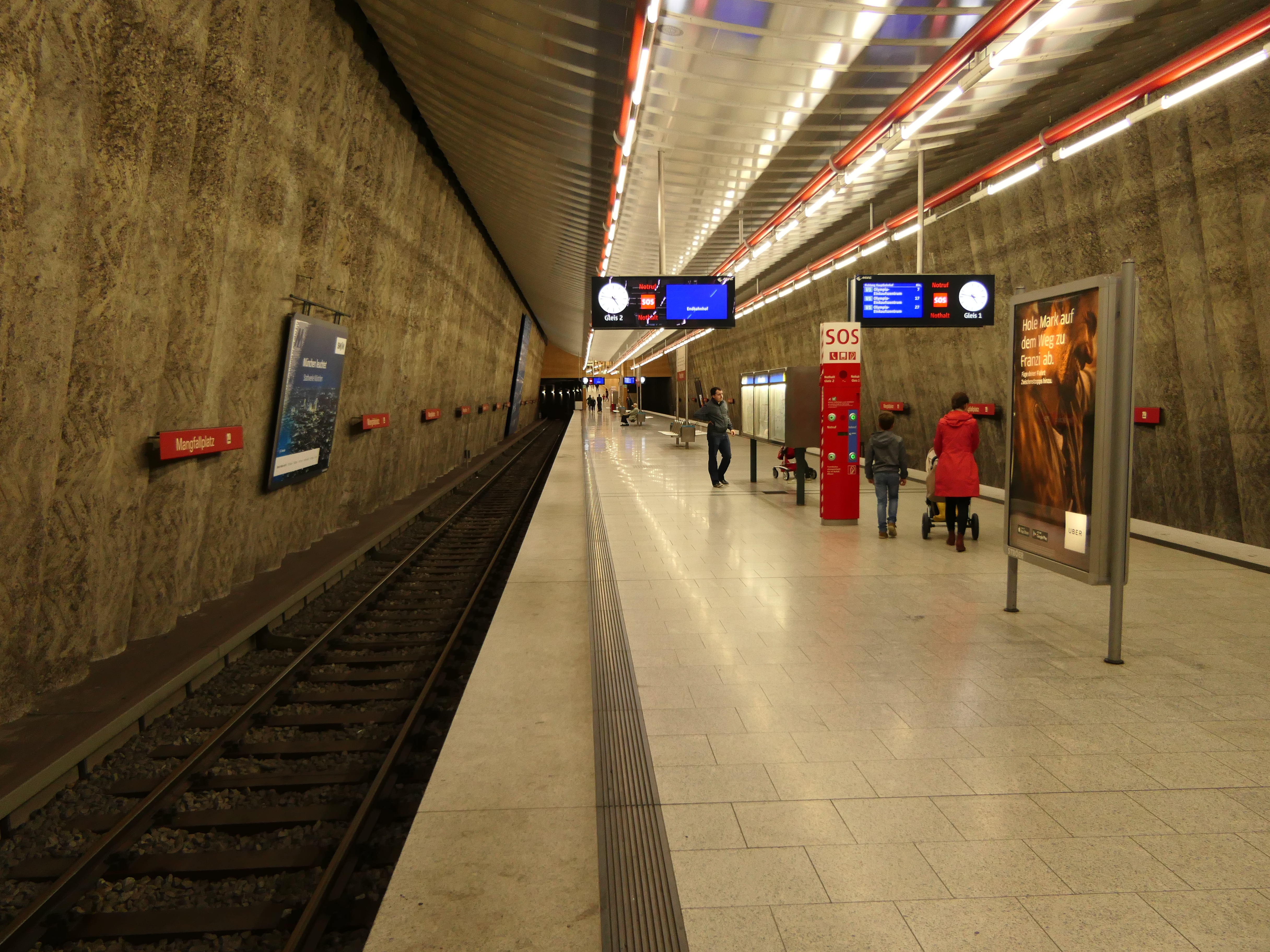
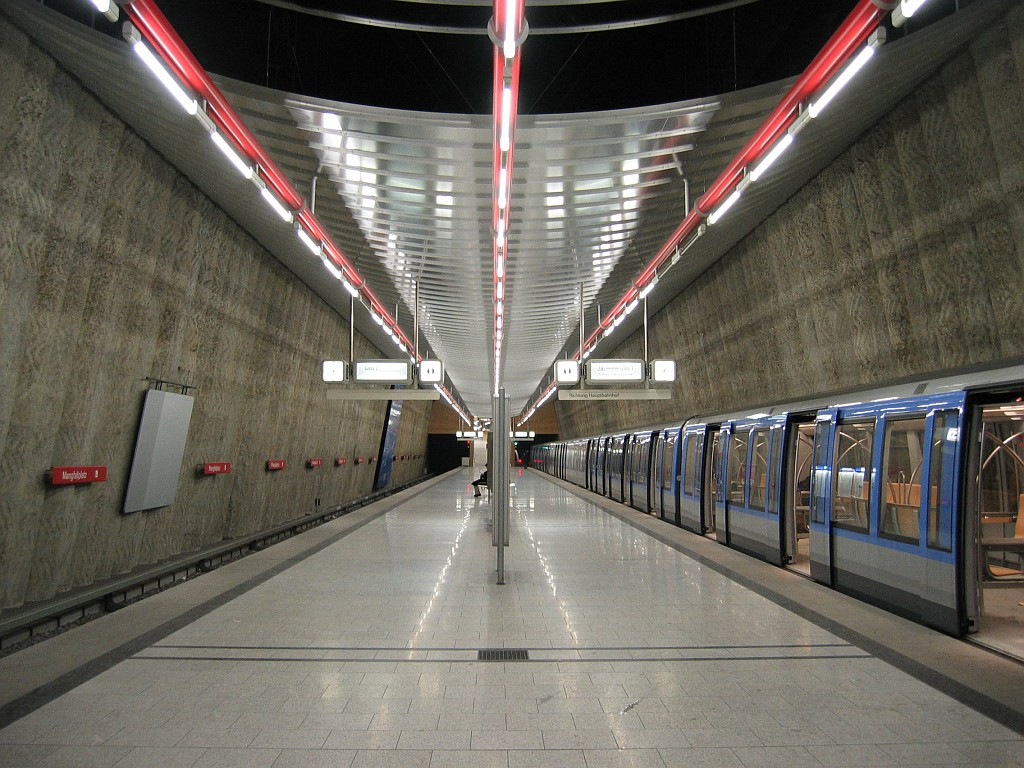

### Intermodalité
Au nord, deux arrêts de bus situés à proximité sont desservis par la ligne 139.